# Gascontrol Aréna
Gascontrol Aréna – hala widowiskowo-sportowa w Hawierzowie, w Czechach, wykorzystywana głównie w charakterze lodowiska. Została otwarta 13 listopada 1968 roku. Pojemność areny wynosi 5100 widzów. Swoje spotkania w hali rozgrywają hokeiści klubu AZ Heimstaden Havířov.
Budowa hali rozpoczęła się w 1966 roku. Koszt powstania wyniósł 14 mln koron. Otwarcie obiektu miało miejsce 13 listopada 1968 roku, a na inaugurację odbył się mecz 2. ligi hokejowej drużyny gospodarzy, AZ Havířov, z Duklą Hodonín (2:3). W 1978 roku w obiekcie rozegrano 57. Mistrzostwa Europy w podnoszeniu ciężarów. W związku z organizacją tych zawodów do hali dobudowano także mniejszą halę treningową. W 1981 roku obiekt był jedną z aren mistrzostw Europy w koszykówce, a w roku 1991 jedną z aren mistrzostw Europy kobiet w hokeju na lodzie. W 1996 roku hala gościła mistrzostwa Europy w podnoszeniu ciężarów w kategorii Masters, a w 2002 roku mistrzostwa świata w podnoszeniu ciężarów w kategorii juniorek i juniorów. Poza tym obiekt gościł wiele innych imprez sportowych i pozasportowych, w tym koncerty (wystąpili w nim m.in. Elton John, Sepultura i Scooter). Od 2017 roku, w związku z umową sponsorską, hala (dotychczas znana jako Zimní stadion Havířov) nosi nazwę Gascontrol Aréna.